# Punk Rock Holiday

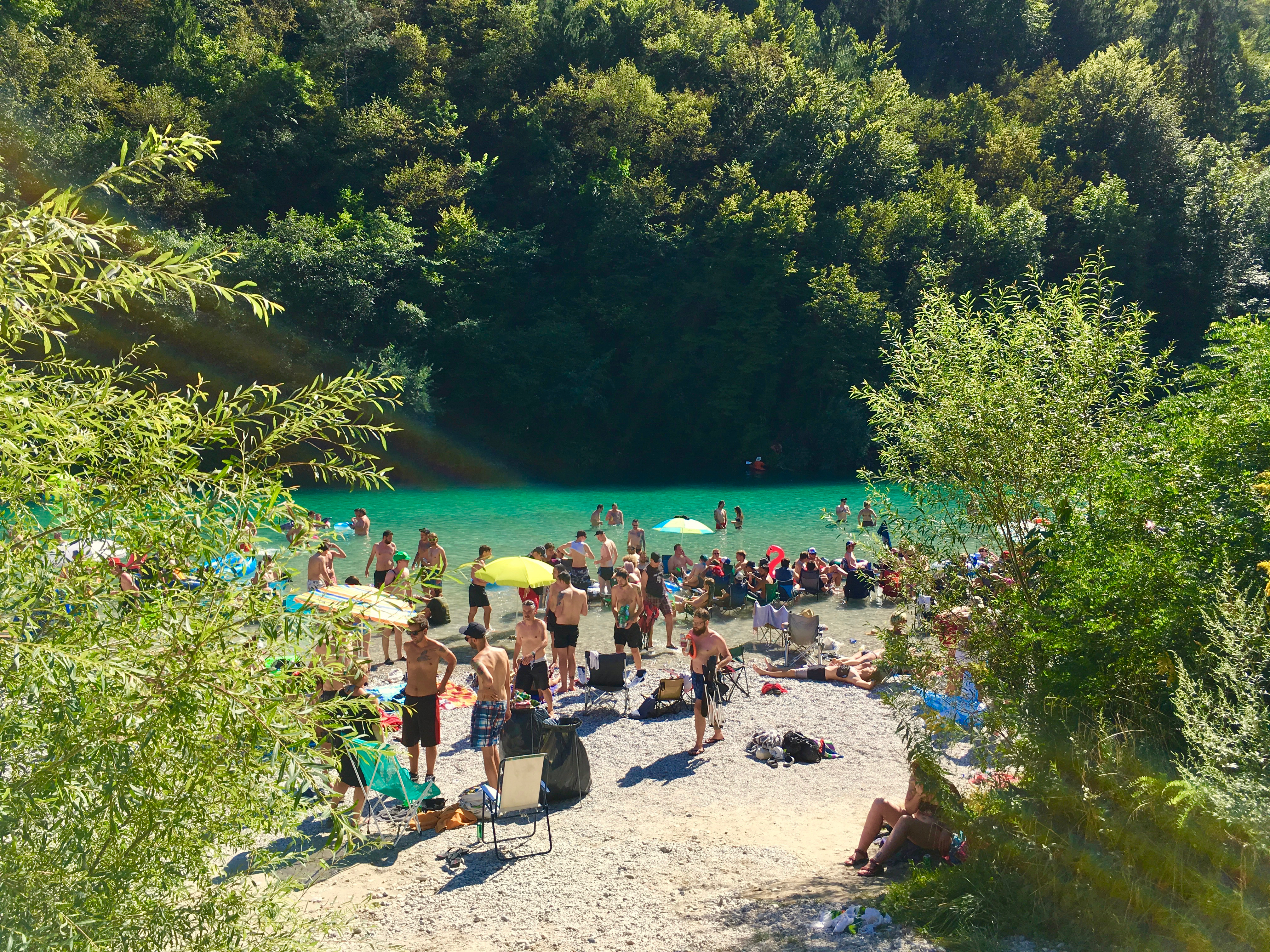
Punk Rock Holiday 2016: Badestrand

Punk Rock Holiday ist ein Musikfestival, welches jährlich im August in Tolmin im Westen Sloweniens, wenige Kilometer von der italienischen Grenze entfernt, stattfindet. Das Festival fand erstmals im Jahr 2011 statt und wurde ab 2016 von vier auf fünf Tage ausgeweitet. Die Bands spielen hauptsächlich verschiedene Arten von Punkmusik, Ska, Hardcore und Metalcore. Das Fest findet am Ufer der Mündung der Tolminka in die Soča statt. 

## Allgemeines
Das Festival findet auf demselben Gelände statt, auf dem auch das Metal-Festival Tolminator (bis 2022 MetalDays) und das Reggae-Festival Overjam stattfinden. Die Campingzone ist direkt am Ufer der Soča gelegen. Wie der Name des Festivals vermuten lässt, besteht das Konzept des Festivals darin, Punk Rock und Urlaub miteinander zu verbinden. So werden neben den eigentlichen Konzerten auch Freizeitaktivitäten wie Mountainbike-Touren, und Yoga-Kurse angeboten. Auch werden Rettungsschwimmer zur Verfügung gestellt, um das Baden in der Soča sicherer zu machen, da insbesondere das Schwimmen mit Gummitieren bei den Festivalbesuchern äußerst beliebt ist. Es gibt neben der Hauptbühne auch eine "Beachstage" als Nebenbühne, auf der vor allem Newcomerbands auftreten. Eine weitere Besonderheit des Festivals ist es, dass es auf der Hauptbühne keinerlei Absperrungen zwischen den Bands und dem Publikum gibt. Eine Interaktion zwischen den Bands und den Zuschauern soll somit ermöglicht werden. Die Hauptbühne wurde extra aus diesem Grund mit einer kleinen Plattform leicht unterhalb der Bands versehen, um Zuschauern die Möglichkeit zu geben, auf die Bühne zu steigen um beispielsweise zu stagediven. Jährlich nehmen ca. 5.000 Besucher am Festival teil, von denen ca. die Hälfte aus Deutschland stammt. Das Festival ist seit 2016 an durchgehend ausverkauft.

## Geschichte
Die folgende Liste enthält die namhaftesten Headliner der vergangenen Jahre.

### 2011: Punk Rock Holiday 1.1
- 12. August: Bad Religion
- 13. August The Bouncing Souls
- 14. August: The Real McKenzies
- 15. August: NOFX

### 2012: Punk Rock Holiday 1.2
- 15. August: Anti-Flag, Sick of It All
- 16. August: 7 Seconds, Good Riddance
- 17. August: Happy Ol’ McWeasel
- 18. August: Terror, The Toy Dolls

### 2013: Punk Rock Holiday 1.3
- 10. August: Anti-Flag, Vanilla Sky
- 11. August: Millencolin, Suicidal Tendencies
- 12. August: H2O, The Menzingers
- 13. August: Propagandhi

### 2014: Punk Rock Holiday 1.4
- 5. August: Lagwagon, NOFX
- 6. August: H2O, Sick of It All, The Real McKenzies
- 7. August: Reel Big Fish
- 8. August: Ignite

### 2015: Punk Rock Holiday 1.5
- 4. August: Anti-Flag, Flogging Molly
- 5. August: Madball, Beatsteaks, Born from Pain
- 6. August: John Coffey, Less Than Jake, The Exploited
- 7. August: Satanic Surfers

### 2016: Punk Rock Holiday 1.6
- 8. August: Lagwagon, Sick of It All
- 9. August: Descendents, The Bouncing Souls
- 10. August: Agnostic Front, NOFX
- 11. August: The Decline, The Rumjacks
- 12. August: Millencolin, No Fun At All

### 2017: Punk Rock Holiday 1.7
- 7. August: Pennywise, The Offspring
- 8. August: Ignite, The Real McKenzies
- 9. August: Anti-Flag, Slapshot
- 10. August: Less Than Jake, Madball, The Toy Dolls
- 11. August: Propagandhi

### 2018: Punk Rock Holiday 1.8
- 6. August: Dog Eat Dog, Happy Ol’ McWeasel, The Living End
- 7. August: Comeback Kid, Mad Caddies, No Fun At All, Terror
- 8. August: Satanic Surfers, H2O, Beatsteaks
- 9. August: Lagwagon
- 10. August: Bad Religion

### 2019: Punk Rock Holiday 1.9
- 5. August: Pulley
- 6. August: Descendents, Frank Turner, Good Riddance
- 7. August: Less Than Jake, Sick of It All, Pennywise
- 8. August: NOFX, Ignite
- 9. August: Propagandhi, Teenage Bottlerocket

### 2020: abgesagt
Das Festival 2020 war ursprünglich für den 10. bis 14. August geplant und umfasste Künstler wie Bad Religion, Flogging Molly, Refused, Anti-Flag, The Bouncing Souls, Mad Caddies, H2O und Zebrahead. Das Festival wurde aufgrund der Corona-Pandemie abgesagt.

### 2021: Punk Rock Camp 2.1
Das Festival 2021 war ursprünglich für den 9. bis 13. August geplant und umfasste Künstler wie Bad Religion, Flogging Molly, Refused, Anti-Flag, The Bouncing Souls, Mad Caddies, H2O und Zebrahead. Genau wie im Jahr 2020 wurde das Festival aufgrund der Corona-Pandemie abgesagt. Als Ersatz gab es eine Ausgabe mit lokalen Bands namens Punk Rock Camp 2.1.

### 2022: Punk Rock Holiday 2.2
Die Band Bad Religion unterbrach ihre Europatournee und musste ihren Auftritt bei Punk Rock Holiday aus familiären Gründen absagen.
- 8. August: Descendents, Ignite, The Real McKenzies
- 9. August: No Fun At All, Comeback Kid, Authority Zero
- 10. August: Flogging Molly, Lagwagon, The Bouncing Souls
- 11. August: The Interrupters, Mad Caddies, Zebrahead, The Baboon Show
- 12. August: Bad Religion, Circle Jerks, Anti-Flag

### 2023: Punk Rock Holiday 2.3
- 7. August. Dog Eat Dog, Satanic Surfers
- 8. August: Agnostic Front, Dropkick Murpheys
- 9. August: Frank Turner, Me First And The Gimmie Gimmes
- 10. August: Good Riddance, Pennywise
- 11. August: Jaya the Cat, Pulley, The Toy Dolls